# Liste der Baudenkmäler in Fellheim

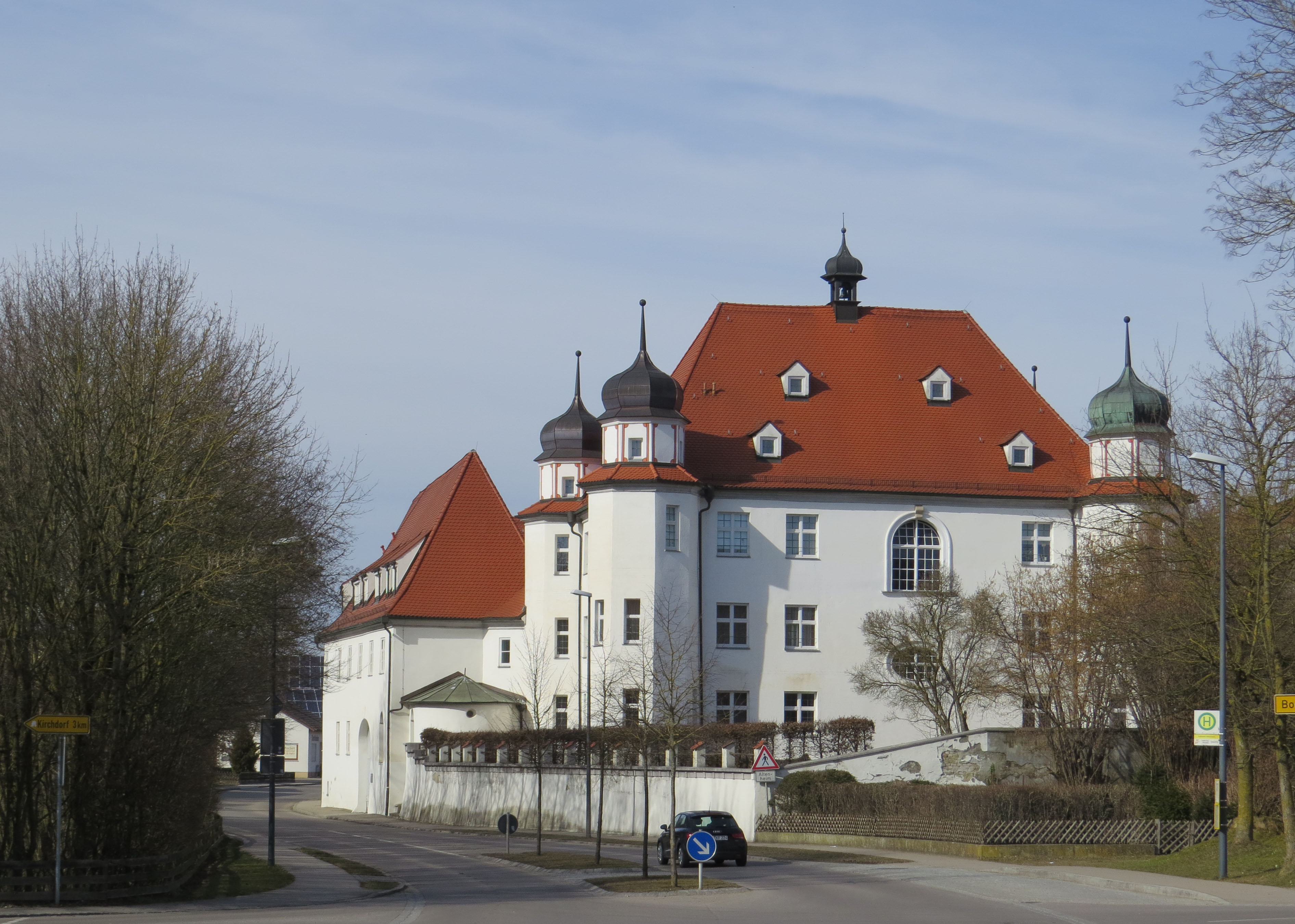
Schloss in Fellheim

Auf dieser Seite sind die Baudenkmäler in der schwäbischen Gemeinde Fellheim zusammengestellt. Diese Tabelle ist eine Teilliste der Liste der Baudenkmäler in Bayern. Grundlage ist die Bayerische Denkmalliste, die auf Basis des Bayerischen Denkmalschutzgesetzes vom 1. Oktober 1973 erstmals erstellt wurde und seither durch das Bayerische Landesamt für Denkmalpflege geführt wird. Die folgenden Angaben ersetzen nicht die rechtsverbindliche Auskunft der Denkmalschutzbehörde.

## Ensembles

### Ensemble ehemalige jüdische Siedlung

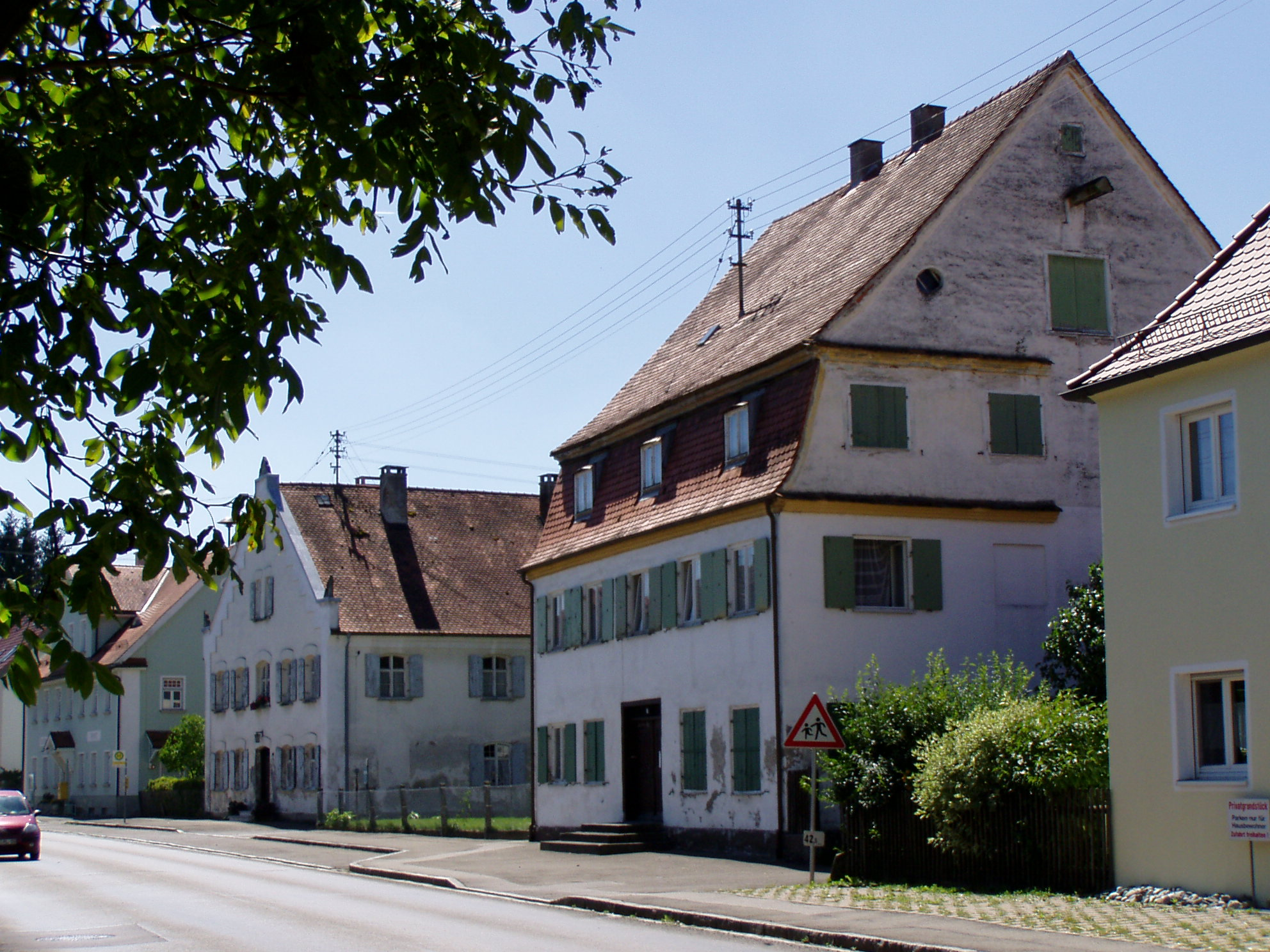

Das Ensemble umfasst die gesamte ehemalige jüdische Siedlung, die sich südlich des Schlosses an der Hauptstraße nach Memmingen erstreckt.
Nach dem Dreißigjährigen Krieg siedelte Freiherr Philipp Bernhard von Reichlin-Meldegg im südlichen Teil des Dorfes fünf Judenfamilien an. In den folgenden Jahrhunderten wuchs ihre Zahl. Die Siedlung war bis zur gewaltsamen Deportation der letzten Familien 1940 von jüdischen Bürgern bewohnt. Zu allen Zeiten von der christlichen deutlich unterschieden, verfügte sie über eine Synagoge mit Friedhof (Memminger Straße 17), eine eigene Elementarschule (Memminger Straße 44) und mehrere rituelle Metzgereien (Memminger Straße 16 und bei 37). Das äußere Erscheinungsbild der entsprechend der geringen Grundfläche dichten und kleinteiligen Bebauung im Norden wird, vergleichbar den Haustypen der jüdischen Siedlung in Altenstadt, durch bescheidene Traufseit- und Mansarddachhäuser der Zeit um 1800 bestimmt. Im südlichen Teil überwiegen dagegen freistehende Einzelbauten stattlicheren Charakters, die ab den 1820er Jahren entstanden sind. Brände 1884, 1894 und 1927 haben drei Mehrfamilienhäuser, darunter das sogenannte Lange Haus und das sogenannte Große Judenhaus zerstört. An ihrer Stelle sind einfache Satteldachhäuser neu errichtet worden (Memminger Straße 19, 21, 23, Memminger Straße 22 und 24 sowie Memminger Straße 12 und 14). Aktennummer: E-7-78-139-1.

## Baudenkmäler
| Lage                                             | Objekt                               | Beschreibung | Akten-Nr.              | Bild                         |
| ------------------------------------------------ | ------------------------------------ | --- | ---------------------- | ---------------------------- |
| Äußere Bahnhofstraße 2 (Standort)                | Bahnhofsgebäude                      | zweigeschossiger Massivbau mit flachem Walmdach, zur Gleisseite Vordach über hölzernen Auslegern, 1860/62 als Blankziegelbau mit plastischen Architekturteilen errichtet, mit dem Neubau des Stellwerks 1955 vereinfacht; zur Illertalbahn gehörig. | D-7-78-139-24          | weitere Bilder               |
| Memminger Straße (südlich von Nr. 2) (Standort)  | Wegkapelle                           | schmaler, pilastergegliederter Rechteckbau mit Rundbogennische, 18. Jahrhundert; mit Ausstattung | D-7-78-139-3 Wikidata  | Wegkapelle                   |
| Memminger Straße (östlich von Nr. 17) (Standort) | Jüdischer Friedhof                   | mit Grabmälern des 18. – 20. Jahrhunderts | D-7-78-139-6 Wikidata  | weitere Bilder               |
| Memminger Straße 3 1/2 (Standort)                | Ehemaliger Fruchtstadel              | ursprünglich eingeschossiger Mansarddachbau mit Fachwerkgiebeln, bezeichnet mit "1778" | D-7-78-139-1 Wikidata  | weitere Bilder               |
| Memminger Straße 6 (Standort)                    | Ehemaliges jüdisches Wohnhaus        | zweigeschossiger giebelständiger Satteldachbau, im Kern wohl noch 18. Jahrhundert | D-7-78-139-15          | BW                           |
| Memminger Straße 9, 11, 13, 15 (Standort)        | Wohnhaus                             | sogenanntes Langes Haus, langgestreckter, zweigeschossiger Traufseitbau mit Satteldach, im Kern 17. Jahrhundert | D-7-78-139-4 Wikidata  | Wohnhaus                     |
| Memminger Straße 16 (Standort)                   | Ehemalige jüdische Metzgerei         | zweigeschossiges Traufseithaus mit Satteldach, 1794 | D-7-78-139-5 Wikidata  | Ehemalige jüdische Metzgerei |
| Memminger Straße 17 (Standort)                   | Ehemalige Synagoge                   | giebelständiger Satteldachbau, 1786 errichtet, 1938 profaniert, 1950 umgebaut | D-7-78-139-6 Wikidata  | weitere Bilder               |
| Memminger Straße 29 (Standort)                   | Ehemaliges Gasthaus Deutscher Kaiser | zweigeschossiger, traufständiger Mansarddachbau, 1816 | D-7-78-139-8 Wikidata  | BW                           |
| Memminger Straße 32 (Standort)                   | Wohnhaus                             | zweigeschossiger Mansarddachbau, 1817 | D-7-78-139-9 Wikidata  | BW                           |
| Memminger Straße 34 (Standort)                   | Wohnhaus                             | zweigeschossiger, traufständiger Mansarddachbau, 1823 | D-7-78-139-10 Wikidata | Wohnhaus                     |
| Memminger Straße 40 (Standort)                   | Sogenanntes Doktorhaus               | spätklassizistischer, zweigeschossiger Giebelbau mit Satteldach, Stichbogenfenstern und Putzdekor, 1863 | D-7-78-139-11 Wikidata | Sogenanntes Doktorhaus       |
| Schloßweg 5 (Standort)                           | Wegkapelle                           | kleiner pilastergegliederter Giebelbau, 2. Hälfte 18. Jahrhundert | D-7-78-139-14 Wikidata | Wegkapelle                   |
| Ulmer Straße 6 (Standort)                        | Ehemaliges Schloss                   | seit 1992 Seniorenwohn- und Pflegeheim Johanneshof, ehemalige reichsritterliche Herrschaft der Freiherren Reichlin von Meldegg; dreigeschossiger Walmdachbau mit oktogonalen Ecktürmen, 1635 errichtet, im 18. Jahrhundert umgebaut; Westflügel der Schlossökonomie, zweigeschossiger Walmdachbau über hohem Sockel, mit Schlosskapelle von 1773 (Nord- und Ostflügel Neubauten von 1992); mit Ausstattung | D-7-78-139-13 Wikidata | weitere Bilder               |

## Ehemalige Baudenkmäler
In diesem Abschnitt sind Objekte aufgeführt, die früher einmal in der Denkmalliste eingetragen waren, jetzt aber nicht mehr. Objekte, die in anderem Zusammenhang also z. B. als Teil eines Baudenkmals weiter eingetragen sind, sollen hier nicht aufgeführt werden. Aktennummern in diesem Abschnitt sind ehemalige, jetzt nicht mehr gültige Aktennummern.

| Lage                           | Objekt   | Beschreibung                                                            | Akten-Nr.             | Bild |
| ------------------------------ | -------- | ----------------------------------------------------------------------- | --------------------- | ---- |
| Memminger Straße 25 (Standort) | Wohnhaus | zweigeschossiger, traufständiger Satteldachbau mit Giebelgesimsen, 1797 | D-7-78-139-7 Wikidata | BW   |